# Stephen Crane

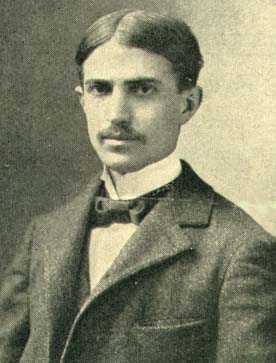
Stephen Crane

Stephen Crane född 1 november 1871 i Newark, New Jersey, död 5 juni 1900 i Badenweiler, var en amerikansk författare.
Crane arbetade som journalist i New York 1890-1895. Han var korrespondent i Texas och Mexiko samt krigskorrespondent på Kuba och i Grekland. Han vistades i England 1897 och 1899 och dog av tuberkulos år 1900. 
Crane var en av USA:s första realister. Hans roman The red badge of courage filmatiserades 1951 och 1974.